# Криндинка
Кри́ндинка (рос. Крындинка, удм. Тайвади) — річка в Агризькому районі Татарстану та Кіясовському районі Удмуртії, Росія, права притока Чекалдинки.
Річка починається на північ від села Нова Чекалда Агризького району. Протікає на північ. За 0,5 км від Кирикмасу, повертає на захід та південний захід і тече до Чекалдинки. Впадає до неї за 0,5 км від її гирла. За деякими даними річка є окремою притокою Кирикмасу і впадає до нього саме в тому найвужчому місці. Майже вся річка протікає через лісові масиви тайги. Нижня течія місцями заболочена, верхня пересихає.
На річці розташований присілок Стара Салья, де збудовано 2 автомобільні мости.